# 阿诺尔多·蒙达多利出版社
阿诺尔多·蒙达多利出版社（意大利语: Arnoldo Mondadori Editore S.p.A.、義大利語：[arˈnɔldo mondaˈdoːri ediˈtoːre]）是意大利最大的出版公司。

## 历史
该公司于1907年由18岁的阿诺尔多·蒙达多利在奥斯蒂利亚创立，他以出版杂志《Luce!》开始了他的出版生涯。1912年，他创立了《La Sociale》，并与密友托马索·莫尼切利一起出版了第一本书《AiaMadama》，次年出版了《La Lampada》，一系列儿童读物。
即使在第一次世界大战期间，出版社也持续工作，主要出版面向前线士兵的杂志，如《La Tradotta》，其中包括了索菲奇、德·基里科和卡拉等著名插画家和作家的作品。
1919年，出版社总部迁至米兰。第一次世界大战后，蒙达多利推出了几个成功的图书系列，如1929年的《蒙达多利黄皮书》，这是意大利第一个致力于侦探和犯罪小说的图书系列，作者都是国际作家，这在意大利是一种新兴类型。该系列以黄色（意大利语为giallo）封面为特色。公众反应积极，一个月内售出五千册，一百天后售出八千册。除了被认为是该类型大师的作家，如雷蒙德·钱德勒、达希尔·哈米特、乔治·西门农、阿加莎·克里斯蒂和厄尔·斯坦利·加德纳外，1931年甚至一些意大利作家也开始对这一类型感兴趣并写作黄皮书小说。由于该系列的成功和长寿，至今仍在报刊亭销售，"黄皮书"已成为这一文学类型的意大利名称。
尽管处于文化自给自足时期，1933年蒙达多利开始出版国际作家的作品，创办了美杜莎丛书。1935年，通过与华特·迪士尼的协议，出版社开始出版基于迪士尼漫画角色的儿童杂志，直到1988年蒙达多利与华特迪士尼公司的协议结束（漫画版权转让给了意大利华特迪士尼公司）。
1950年，蒙达多利重返资讯杂志领域，此前由于战争，月刊《Tempo》已停刊十年。周刊《Epoca》创刊，将美国的摄影报道模式引入意大利。
几年后，1962年，蒙达多利出版了《Panorama》。该杂志最初作为月刊资讯杂志创立，直到1967年才转为周刊，灵感来自《时代》和《新闻周刊》的编辑公式，并转变为一本成功的新闻杂志。
1952年，蒙达多利推出了《乌拉尼亚小说》，这是一本半月刊意大利科幻杂志，为这一类型在意大利的广泛传播做出了贡献。
1960年，蒙达多利创立了Il Club degli Editori，意大利第一家邮购图书俱乐部，1965年成为第一家通过报刊亭销售低成本平装书（Oscar Mondadori）的意大利出版社，这一实验取得了巨大成功，并被许多出版商效仿。该系列的目标是覆盖不习惯在书店购买书籍的读者群体。首本出版的小说是欧内斯特·海明威的《永别了，武器》，立即取得了优异的销售业绩。

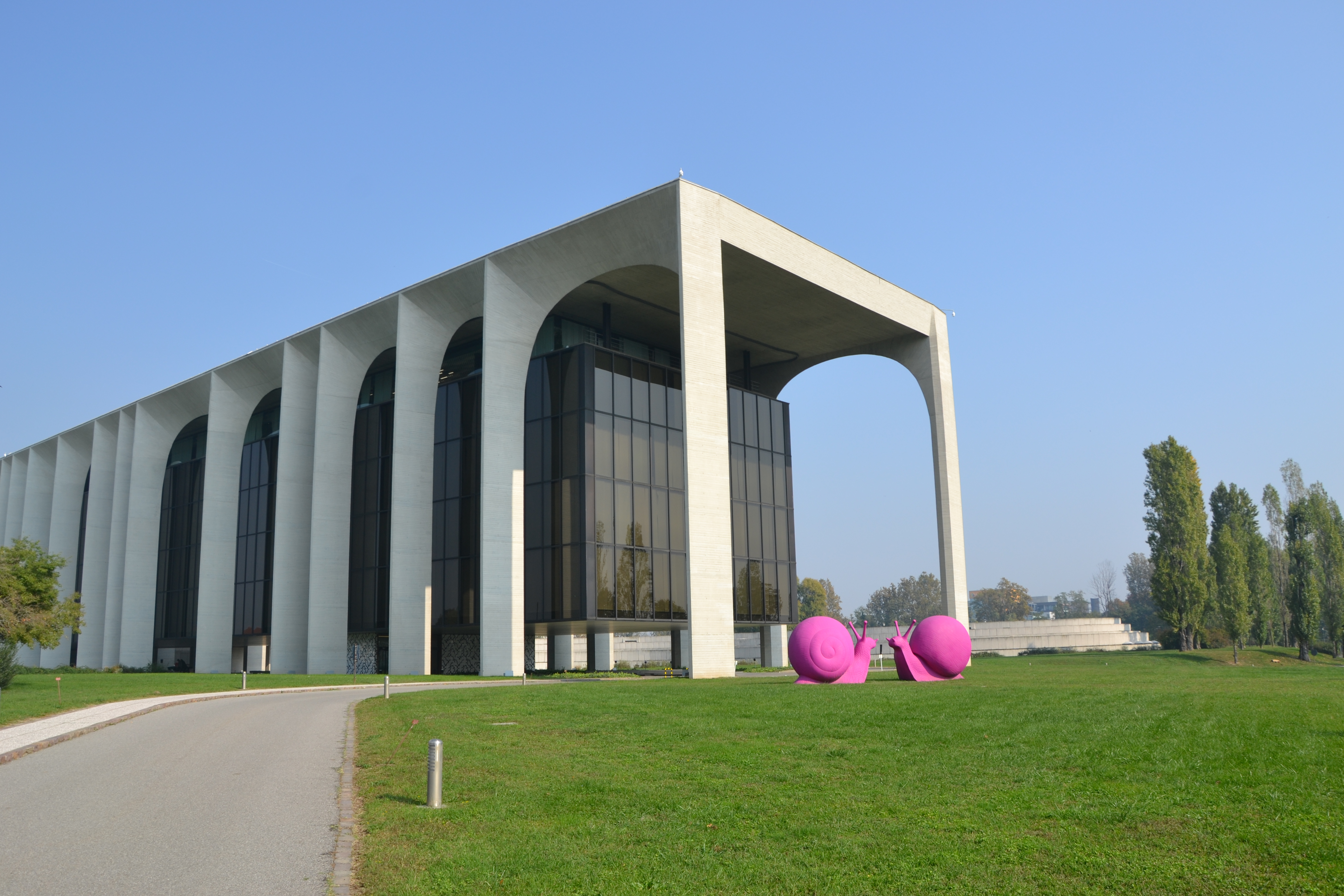
由建筑师奥斯卡·尼迈耶设计的位于塞格拉泰的蒙达多利宫总部

1950年至1965年间，蒙达多利的员工人数从335人增至3,000人，促使公司决定在米兰郊区的塞格拉泰市建造新大楼。
1968年，乔治奥·蒙达多利，阿诺尔多的儿子兼出版社董事长，决定将新总部项目交给巴西建筑师奥斯卡·尼迈耶，此前他在三年前曾欣赏过尼迈耶在巴西利亚设计的外交部伊塔马拉蒂宫。1971年开始建设，新总部于1975年1月落成。
1976年，蒙达多利通过与L'Espresso出版集团的合资企业出版了《共和国报》，这是其第一份日报；共和国出版集团最终于1991年从蒙达多利分离。
1981年，蒙达多利通过推出第四频道电视台进入电视行业，几年后该频道被出售给菲宁维斯特集团。同年，通过与加拿大哈利昆企业的合资企业，浪漫小说系列Harmony开始在意大利出版。
自1991年以来，该公司一直由西尔维奥·贝卢斯科尼家族控股公司菲宁维斯特集团控制。玛丽娜·贝卢斯科尼担任董事长。
1989年，蒙达多利通过收购Editorial Grijalbo扩展至墨西哥。从2001年开始，蒙达多利在西班牙语国家与兰登书屋经营合资企业。兰登书屋于2012年买下了蒙达多利的股份。
2006年，蒙达多利通过收购法国领先的杂志出版商之一Emap France（现为Mondadori France）在国际扩张方面迈出了重要一步。
蒙达多利是最早进入电子书市场的意大利出版商之一，2000年与微软公司签署了协议，创建了意大利第一个电子书销售网站。2010年，蒙达多利加快了其市场布局：6月，集团的在线书店推出了专门销售电子书的商店，提供大量意大利语和英语书籍。12月，蒙达多利就在谷歌图书和谷歌电子书上国际分销集团出版社出版的书籍达成协议。2011年，蒙达多利通过与沃达丰意大利的协议推出了首个平板电脑在线报刊亭。通过这个新平台，读者可以访问集团主要周刊和月刊的数字版本。数字发展在2011年7月继续，蒙达多利与亚马逊达成协议，使集团的电子书通过Kindle商店销售。2011年9月，蒙达多利的数字作品也在苹果iPad、iPhone和iPod touch的iBookstore上推出。
次年，蒙达多利集团与全球电子阅读领域的领先企业Kobo Inc.签署了协议，在意大利分销Kobo的电子阅读平台及相关设备。2014年，蒙达多利收购了全球社交阅读平台aNobii的商标和资产，该平台在全球拥有超过一百万用户，其中约30万位于意大利，目的是支持图书数字增长进程。
2012年，蒙达多利出版了《五十度灰》，伦敦新作家E·L·詹姆斯的情色三部曲的第一卷，随后迅速出版了其他两部《五十度黑》和《五十度飞》。这部三部曲在意大利取得了与英语世界相同的前所未有的成功：意大利售出超过330万册，电子版下载10万次，三部作品分别占据了2012年畅销书排行榜的第一、第三和第四位。
2015-16年，收购了意大利RCS传媒集团的RCS Libri（后更名为里佐利图书）以及Banzai Media，标志着2013年启动的专注于传统核心业务（图书和杂志）战略的高潮。
2016年，意大利竞争管理局裁定，蒙达多利在收购RCS Libri后必须剥离出版商邦皮亚尼和Marsilio Editori。里佐利图书将Marsilio Editori出售给了德米凯利斯家族的GEM有限公司，而邦皮亚尼则以1,650万欧元出售给了君蒂出版社。
作为专注于核心业务战略的一部分，2018年集团出售了《全景》杂志，2019年将子公司Mondadori France出售给了Reworld Media。

## 蒙达多利之战
1989年至1991年间，西尔维奥·贝卢斯科尼和卡洛·德·贝内代蒂，当时两位最大的雇主，之间发生了一场金融冲突。
1988年，贝卢斯科尼收购了莱昂纳多·蒙达多利（阿诺尔多·蒙达多利的侄子）的股份。蒙达多利当时由三方持有：贝卢斯科尼的菲宁维斯特集团、卡洛·德·贝内代蒂的CIR集团和福门顿家族（阿诺尔多·蒙达多利的继承人）。卡洛·德·贝内代蒂说服福门顿家族签订协议，使他能在1991年1月30日前获得福门顿家族的股份，但1989年11月福门顿家族转向支持贝卢斯科尼，使其在1990年1月25日成为新的蒙达多利董事长；德·贝内代蒂随后提出抗议，引用了他们的协议。三方一致决定通过仲裁裁决解决冲突。
1990年6月20日，第一次判决认为德·贝内代蒂与福门顿的协议仍然有效；因此，蒙达多利股份由CIR（德·贝内代蒂）拥有，贝卢斯科尼离开了公司董事长职位。贝卢斯科尼和福门顿家族随后向罗马上诉法院提出上诉，该法院将案件分配给民事一庭。该庭由阿尔纳尔多·瓦伦特主持，报告法官是维托里奥·梅塔。裁决于1991年1月24日公布，宣布仲裁裁决无效，将蒙达多利股份归还给贝卢斯科尼的菲宁维斯特集团。
1995年，在收到一些声明后，司法机关开始调查裁决的真实性。结果发现，贝卢斯科尼之所以胜诉，是因为法官维托里奥·梅塔被贿赂。梅塔于2003年被判处11年监禁，但在2005年赢得上诉。2006年，意大利最高法院取消了那次上诉，2007年，维托里奥·梅塔被判处1年9个月监禁。贝卢斯科尼未被判刑。审判因时效已过而结束。

## 业务领域
- 图书
- 杂志（意大利和全球授权）
- 零售：公司拥有一系列书店和基于互联网的书店"mondadoristore.it"。

## 出版品牌
该集团目前包含多个独立的出版公司，其中多家拥有不止一个出版品牌：

### 蒙达多利
1907年由阿诺尔多·蒙达多利在奥斯蒂利亚创立，但自1919年起总部设在米兰，Edizioni Mondadori成为意大利最著名的图书出版商之一，早期与迪士尼合作并出版《蒙达多利黄皮书》系列侦探/犯罪小说。

### 朱利奥·埃伊纳乌迪出版社
1933年由朱利奥·埃伊纳乌迪在都灵创立，成为二十世纪最重要的意大利出版社之一。其作者包括切萨雷·帕韦塞、埃利奥·维托里尼、伊塔洛·卡尔维诺、莱昂内·金兹伯格和布鲁诺·泽维，并出版了安东尼奥·葛兰西的《狱中札记》。1994年被蒙达多利收购。

### Edizioni EL
总部位于的里雅斯特，以"EL"、"Einaudi Ragazzi"和"Emme Edizione"品牌出版儿童读物。朱利奥·埃伊纳乌迪出版社拥有该公司50%的股份。

### Sperling & Kupfer
1980年代被蒙达多利收购，这家成立于1899年的出版社是米兰最古老的出版社之一。其传统的国际焦点和对时事的关注，近年来被小说、非小说、经济学、手册和科普出版物所补充。其品牌包括Frassinelli。

### Edizioni Piemme
2003年被蒙达多利收购，Edizioni Piemme特别活跃于宗教和儿童及青少年图书领域。

### Mondadori Electa
一个总部位于米兰的集团，拥有三个品牌："Electa"，自1945年起活跃于艺术和艺术史领域；"Mondadori"，出版涵盖自然、爱好和历史等领域的插图书籍以及旅游指南；和"Mondadori Arte"，旨在向非专业读者介绍艺术、建筑、设计和考古学。

### 蒙达多利教育
前身为 Edumond Le Monnier，2008年被收购，总部位于米兰、博洛尼亚和佛罗伦萨。

### 里佐利图书
成立于1927年，里佐利是一家大型综合出版社，出版小说和非小说作品、青少年读物、图像小说、手册和插图书籍。

### 里佐利教育
Rizzoli Education是意大利学校出版领域的领导者，通过出版产品（纸质和数字）、服务和技术为学生、家庭和教师提供各类教育资源。